# Ibrahim Diaky
Ibrahim Amuah Diaky ou Diakité Ibrahim de son nom à l’État Civil est un joueur de football ivoirien né à Abidjan le 24 mai 1982. Son poste de prédilection est le milieu offensif.
Il a commencé sa carrière en Côte d'Ivoire, à l'académie de Jean-Marc Guillou, l'ASEC Abidjan. Ensuite, il a décidé de prendre la direction de la Tunisie pendant deux saisons. 
C'est pendant l'été 2005 qu'il s'engage aux Émirats avec un passeport ivoirien. Mais par suite de problèmes administratifs, il possède aujourd'hui un passeport émirati qui lui permet de jouer en sélection nationale des Émirats arabes unis.

## Clubs
- 1999-2001 : ASEC Mimosas
- 2002-2005 : Espérance Tunis
- 2005 : Al-Jazira Club
- 2006 : Al-Ain Club
- 2006- : Al-Jazira Club

## Sélections
- Il a été international espoir ivoirien et international A ivoirien
- En 2009, il a choisi d'aider les Émirats arabes unis en Coupe d'Asie.